# Liste der Kinos in Berlin-Charlottenburg
Die Liste der Kinos in Berlin-Charlottenburg gibt eine Übersicht aller Kinos, die im heutigen Berliner Ortsteil Charlottenburg existiert haben und noch existieren. Die Liste wurde nach Angaben aus den Recherchen im Kino-Wiki aufgebaut und mit Zusammenhängen der Berliner Kinogeschichte aus weiteren historischen und aktuellen Bezügen verknüpft. Sie spiegelt den Stand der in Berlin jemals vorhanden gewesenen Filmvorführeinrichtungen als auch die Situation im Januar 2020 wider. Danach gibt es in Berlin 92 Spielstätten, was Platz eins in Deutschland bedeutet, gefolgt von München (38), Hamburg (28), Dresden (18) sowie Köln und Stuttgart (je 17). 
Gleichzeitig ist diese Zusammenstellung ein Teil der Listen aller Berliner Kinos und der Ortsteillisten.

## Einleitung
Die bis 1920 eigenständige Stadt und der (spätere) Bezirk Charlottenburg verfügte über zahlreiche Premierenkinos rund um Breitscheidplatz und Kurfürstendamm mit überregionaler Bedeutung sowie zahlreiche Bezirkskinos in den Wohnvierteln. Hinzu kamen mehrere Filmkunstkinos, dessen erstes die Filmbühne am Steinplatz war, die eine Antwort auf rein kommerziell ausgerichtete Programmauswahlen ist. Im Gefolge der 68er-Bewegung entstanden auch mehrere Off-Kinos (weg vom Kurfürstendamm) wie das Filmkunst 66, das Klick oder die Kurbel, die auch einem Kommerzialisierungsprozess unterworfen waren.
In der Zeit bis 1914 entstanden an den Hauptstraßen der Wohnviertel Kinematographentheater in Ladenlokalen oder Gewerbeetagen, aber auch erste speziell als Filmtheater errichtete Spielstätten wie das Kant-Kino, das bereits einen Rang besitzt. So eröffneten 1913 mit dem Tauentzienpalast (seit 1938 zu Schöneberg), dem Ufa-Palast am Zoo und dem Union-Palast (später Filmbühne Wien) die ersten großen Kinopaläste im Neuen Westen, wo das potenzielle Publikum für das neue Medium wohnte. Schon das 1911 eröffnete Prinzeß-Theater nahe dem Auguste-Viktoria-Platz zeigte mit seiner künstlerischen Ausgestaltung durch den Grafiker Lucian Bernhard die Möglichkeiten des Kinos als eigenständige Bauform. Weitere richtungweisende Bauten entstanden 1925 mit dem Capitol am Zoo von Hans Poelzig und dem Piccadilly von Fritz Wilms. Der 1926 eröffnete Gloria-Palast vertrat mit seinem neobarocken Stil eine weitaus konservativere Richtung und bot mit einem Fünf-Uhr-Tee in seinen Räumen das entsprechende Ambiente für ein zahlungskräftiges Publikum.
Nach der Machtübernahme der Nationalsozialisten ging der Premierenbetrieb weiter, neue große Häuser entstanden nicht mehr. Auch in den letzten Jahren des Zweiten Weltkriegs und bei Bombenangriffen fanden weiter Vorführungen statt, für die Zuschauer waren Schutzräumen eingerichtet. Die alliierten Luftangriffe im November 1943 führten zur Zerstörung des Capitol, des Gloria- und des Ufa-Palastes. Noch am 30. Januar 1945 fand im Tauentzienpalast die Premiere des Durchhaltefilms Kolberg statt. Am 22. Januar 1945 feierte Solistin Anna Alt von Werner Klingler im Marmorhaus seine Premiere.
Nach Kriegsende nahmen im Sommer 1945 die unter Treuhandverwaltung stehenden Kinos der UFA den Betrieb wieder auf. Gezeigt wurden alte UFA-Produktionen und Filme aus alliierter Produktion. Die Besatzungsmächte unterstützten den Wiederaufbau und die Reparatur der zerstörten Kinos durch Materiallieferungen. Auf Initiative privater Betreiber oder Verleihfirmen der Besatzungsmächte entstanden der Filmpalast Berlin (1948), der Delphi Filmpalast (1949) und das Cinema Paris (1950). Welche Wichtigkeit die Alliierten den Kinos ab Beginn des Kalten Krieges den Kinos beimaßten, zeigt der Bau der Filmbühne am Steinplatz (1950), die die Britische Militärverwaltung gleich nach dem Wiederaufbau des Schillertheaters unterstützte; auch der Wiederaufbau des Maison de France gleich nach Beendigung der Berlin-Blockade gehört dazu. Das ehemalige Alhambra eröffnete nach einem Umbau als Bonbonniere bereits 1949 wieder, schloss aber 1952, um drei Häuser weiter 1954 unter gleichem Namen weiterzumachen.
Weitere Impulse lieferte die Berlinale, die 1951 im Titania-Palast stattfanden, 1952 ins Delphi und ins Capitol am Lehniner Platz verlegt wurden. Im Jahr 1953 folgte der neue Gloria-Palast nur wenige Meter vom alten Standort entfernt, dessen Namensgebung an die traditionelle Spielstätte anknüpfte. Der Neubau erfolgte auf Initiative der seit den 1920er Jahren im Wedding erfolgreichen Theaterbetriebe Thomas & Co mit dem Geschäftsführer Max Knapp zurück. Für einige Jahre war dieses Kino einer der Austragungsorte der Internationalen Filmfestspiele. Das von Gerhard Fritsche erbaute MGM-Theater setzte 1956 neue Akzente in der Kino-Architektur. Der ebenfalls von Fritsche entworfene Zoo Palast eröffnete 1957 und ist seitdem (mit Unterbrechungen) ebenfalls Austragungsort der Berlinale. Als letztes Großkino in der City West eröffnete 1965 der Royal Palast im gerade fertig gestellten Europa-Center. Weitere Spielstätten entstanden, aber nicht mehr als eigenständige Kinobauten, sondern als Einbauten in Einkaufspassagen, wie die Kinos im Ku'damm-Eck.
Dem allgemeinen Kinosterben wegen der Verbreitung des Fernsehens fielen ab den 1960er Jahren zunächst die Stadtteilkinos zum Opfer, aber auch Kurfürstendamm-Theater wie das MGM oder das Bio schlossen bis zu den 1980er Jahren. Als Reaktion darauf wurden die meisten Premierenkinos in Schachtelkinos umgewandelt. Auch Programmkinos wie das Studio (1990), Lupe 1 (1997) und Lupe 2 (1998) oder die Kurbel 2011 mussten schließen – unter erheblichem Publikumsprotest. Die am Potsdamer Platz nach 1990 neu entstandenen Spielstätten, wohin die Berlinale abwanderte, verstärkten die Tendenz zur Schließung der Kurfürstendamm-Kinos.
Im April 2017 existierten mit der Astor Filmlounge, dem Cinema Paris, dem Delphi, dem Filmkunst 66, dem Kant-Kino, dem Klick, und dem Zoo Palast noch 7 Kinos im Ortsteil Charlottenburg. Nach langer Vorbereitungszeit konnte die Yorck Kinogruppe Anfang September 2017 das Delphi Lux als neuen Kinostandort nahe dem Bahnhof Zoo in Betrieb nehmen.

## Kinoliste
| Name/Lage                                                                                         | Adresse                                             | Bestand             | Beschreibung und ggf. Bild |
| ------------------------------------------------------------------------------------------------- | --------------------------------------------------- | ------------------- | --- |
| ABC-Kinos (Lage)                                                                                  | Kurfürstendamm 210                                  | 1975–1993           | Um 1975 eröffnete am Kurfürstendamm 210 das ABC-Club-Cinema, später ABC-Kinos 1+2, die als Pornokinos betrieben wurden. Bis 1993 waren die Kinos in Betrieb. 1992 warb das Kino mit: „Dieses Filmtheater mit Lustprogramm für Normalbürger bietet in den späten Abendstunden ein abwechslungsreiches schwules Filmprogramm. Der Eintrittspreis beträgt 15,- DM und beinhaltet 3 Getränke nach Wahl.“ In der Kantstraße 117 gab es mit dem Go Up ein ähnliches Kino. Das Gebäude neben dem Maison de France wurde 1968–1970 nach einem Entwurf des Architekten Heinz Kroh errichtet. Es ist ein gelistetes Baudenkmal. Das 1897 errichtete Haus auf diesem Grundstück wurde dafür abgerissen. Hier befand sich die legendäre Hongkong-Bar, die ab 1957 den Kurfürstendamm zum Treffpunkt von Stars und Sternchen machte. |
| ABC-Lichtspiele (Lage)                                                                            | Tegeler Weg 97                                      | 1953–1965           | Das Kino befand sich im Eckhaus Tegeler Weg 97/Bonhoefferufer. Kinoarchitektur in Berlin gibt für das Kino die Betriebsjahre 1953–1958 an, dies ist jedoch anzuzweifeln. Bis 1965 wird es im Branchentelefonbuch von Berlin erwähnt. Erst ab 1956 wird es mit der Übernahme durch Willi Kaiser im Kinoadressbuch vermerkt. |
| AKI-Aktualitäten-Kino am Zoo (Lage)                                                               | Joachimsthaler Straße 43–44                         | 1952–1958           | Das erste AKI-Aktualitätenkino bestand nur wenige Jahre vom 1. Oktober 1952 bis 1958. Errichtet wurde es vom Architekten Paul Schwebes auf einem freien Dreiecks-Grundstück an der Joachimsthaler Straße / Hardenbergstraße / Kantstraße, wo sich vor dem Zweiten Weltkrieg Gründerzeithäuser befanden. Im Aktualitätenkino lief dort von morgens 9 Uhr bis Mitternacht stundenweise das Programm, 112 Vorstellungen pro Woche bei nur einem Saal. Gezeigt wurde unter dem Motto „Eine Reise um die Welt in 50 Minuten“ ein Programm aus Wochenschauen, Sportberichten, Kulturfilmen und einem kurzen Unterhaltungs- oder farbigen Zeichentrickfilm. Beim Wiederaufbau des Zooviertels schloss das Kino 1958 und zog temporär – bis zur Eröffnung des Neubaus in der Hardenbergstraße – in die Tauentzienstraße 10 (ab 1959: TAKI) mit Härder als Theaterleiter. Im selben Jahr eröffnete auch in Neukölln ein AKI in einem ehemaligen Filmtheater. |
| AKI-Aktualitäten-Kino am Zoo (Lage)                                                               | Hardenbergstraße 27a                                | 1960–1993           | Das neue AKI am Zoo in der Hardenbergstraße wurde schräg gegenüber von Bahnhof Zoo und Zoo Palast im Schimmelpfeng-Haus durch die Architektengruppe Paul Schwebes & Hans Schoszberger errichtet und 1960 eröffnet, ebenfalls mit Karl-Heinz Härder als Theaterleiter. Bis ca. 1982 wurde es als Aktualitätenkino geführt und danach in ein Sexkino Lux Intim umgewandelt, als welches es bis ca. 1993 bestand. Bis 1995 befand sich dort auch das Geschäft von Teppich Kibek. Danach wurden alle Gebäude abgerissen. Heute findet man dort das Zoofenster-Hochhaus mit dem Hotelkomplex Zoofenster, das von 2008 bis 2012 errichtet wurde. |
| Akme-Lichtspiele (Korso-Lichtspielhaus, Kaiser-Kino) (Lage)                                       | Bismarckstraße 84                                   | 1915–1964           | Als Kaiser-Kino wurde das Korso-Lichtspielhaus 1918 im Haus Bismarckstraße 84 in Charlottenburg eingerichtet. Daneben befand sich zu dieser Zeit schon die Gastwirtschaft Kaiser-Säle. 1934 forderte die Baupolizei den Einbau weiterer Ausgänge zum Kino. Die Betreiber einigten sich schließlich mit der Baupolizei auf den Einbau einer eisernen Steigleiter für den Vorführer vom zweiten Stock zum Dachgeschoss als Ausstieg sowie darauf, das Kassenhäuschen auf Rollen zu stellen. Im Krieg wurde das Kino schwer beschädigt und danach in Eigenleistung wieder aufgebaut und 1949 als AKME-Lichtspiele wieder eröffnet. Bis 1964 war das Kino in Betrieb und schloss dann. Heute befinden sich nur noch Ladengeschäfte im Erdgeschoss des Hauses. |
| Alhambra (Bonbonniere, Emelka-Palast) (Lage)                                                      | Kurfürstendamm 68                                   | 1921–1952           | 1921–1922 wurde am Kurfürstendamm 68 durch Max Bischoff und Fritz Wilms ein neues Wohn- und Geschäftshaus mit Kinotrakt im zweigeschossigen Mittelflügel errichtet, in dem am 23. Februar 1922 ein Filmtheater eröffnete. (Bauherr: Czutzka & Co. G.m.b.H.) Die Stuckarbeiten erfolgten durch Friedrich August Kraus. Das Kino bestand als längsrechteckiger Zuschauerraum mit umlaufendem Rang und verfügte über 1014 Plätze (668 Parkett, 336 Rang). 1928–1929 erfolgte ein Umbau durch Siegfried Ittelson, die Bauleitung hatte Wilhelm Bischoff. Das Haus selbst wurde dabei zum Hotel Alhambra umgebaut. Es erhielt einen Vorbau mit hinterleuchteten Opalglaswänden und Schaukästen, darüber einen aus Luftbuchstaben gebildeten Namenszug. Danach gab es Umbauten durch Gustav Neustein sowie Werner Anke. Im Zweiten Weltkrieg wurde das Haus zum Teil zerstört, so auch der Kinosaal. 1948–1949 erfolgte der Umbau des ehemaligen Foyers zum Kino „Bonbonniere“ mit 300 Plätzen durch H. Remmelmann und Fritz Gaulke. 1952 wurde das Kino geschlossen und das Haus nach Wiederaufbau als reines Hotel unter dem Namen Tusculum hergerichtet. Der Bonbonniere-Kinosaal erfuhr eine Zwischennutzung als Tanzbar Petit Palais, die von Gerhard Fritsche gestaltet wurde; danach als Speisesaal des Hotel Kurfürstendamm am Adenauerplatz (zuletzt Ausbildungszentrum für das Hotel- und Gaststättengewerbe). Ab 2009 stand das ehemalige Hotel leer und wird seit 2015 zum Bürohaus umgebaut. Im Alhambra fand am 17. September 1922 die Welturaufführung des ersten Tonfilms (Der Brandstifter) statt. Die Ingenieure Jo Benedict Engl, Joseph Massolle und Hans Vogt hatten dafür das Tri-Ergon-Verfahren-Lichttonverfahren in einem Berliner Studio entwickelt. Daran erinnert seit 1964 eine Gedenktafel am Haus. |
| Amor-Lichtspiele (Dolly-Lichtspiele, Apollo-Lichtspiele) (Lage)                                   | Kaiser-Friedrich-Straße 103                         | 1912–1966           | Ca. 1912 eröffneten in der Kaiser-Friedrich-Straße 103 / Ecke Lohmeyerstraße die Apollo-Lichtspiele, die ab 1926 Dolly-Lichtspiele genannt wurden. Um 1935 erhielt das Kino den Namen Amor-Lichtspiele, den es bis zu seiner Schließung 1966 tragen sollte. Heute befindet sich dort das GPVA Arbeitsprojekt. |
| Astor Filmlounge (Filmpalast, Ufa-Palast, Ufa-Pavillon, Kiki) (Lage)                              | Kurfürstendamm 225                                  | seit 1948           | Bereits 1912 gab es Pläne der Architekten Ludwig Guttmann und Richard S. Seelig zur Umgestaltung des 1895/896 errichteten Gebäudes, die aber nicht realisiert wurden. Stattdessen wurde im Nachbarhaus die Gaststätte Berliner Kindl-Bräu eingerichtet. Nach dem Krieg, 1948 wurden die Pläne wieder aufgegriffen und im Slevogt-Saal der Gaststätte, benannt nach den von Max Slevogt gestalteten Wandgemälden, ein Kino mit 318 Plätzen eingerichtet, das den Namen KiKi (Kino im Kindl) erhielt. 1951 nahm der Kinoarchitekt Gerhard Fritsche einen Umbau vor, so dass es 668 Plätze aufwies. Es erhielt außerdem seine Form mit dem markanten hufeisenförmigen Vordach, dem als Lichthof ausgeführten Hofdurchgang mit Schaukästen, dem Foyer mit der Verkaufstheke und dem Kinosaal mit der geschwungenen muschelförmigen Deckenkonstruktion. Das Kino ist ein gelistetes Baudenkmal. 1957 pachtete die UFA das Kino und nannte es Ufa-Pavillon. 1963–1964 führte der Architekt Wolfgang Rasper weitere Umbauarbeiten aus. 1972 erfolgte eine erneute Umbenennung in UFA-Palast und ein vorübergehender Niedergang, der zur Schließung des Kinos in den 1980er Jahren führte. Am 29. November 1988 fand eine Wiedereröffnung nach Übernahme durch Hans-Joachim Flebbe unter dem Namen Film-Palast Berlin unter der Regie der CinemaxX AG statt. Auf Grund der Lage etwas abseits überstand der Kinostandort dem Druck der Ladenkette im Textilbusiness. Nach Auslauf des Pachtvertrags im Jahr 2008 übernahm Flebbe in eigener Verantwortung die Einrichtung und eröffnete das Premiumkino Astor Filmlounge am 23. Dezember 2008. Das Kino für einst 660 Zuschauer bot nun 250 bequeme Sessel. Die Umbaukosten betrugen 800.000 Euro, dafür liegen die Eintrittspreise zwischen zehn und 15 Euro pro Vorstellung. Das Kino verfügt über alle möglichen Projektionstechniken, sowohl analog als auch digital und für dreidimensionale Filme. |
| Astor-Filmtheater (Lage)                                                                          | Kurfürstendamm 217                                  | 1934–2002           | Das Haus Kurfürstendamm 217 wurde 1895–1896 von Heinrich Mittag und Heinrich Seeling errichtet, es verfügte im Erdgeschoss über ein Restaurant (Weinrestaurant Schloss Sanssouci) und eine Kleinkunstbühne. 1919 eröffneten dort die Nelson Künstlerspiele, in den 1920er Jahren auch Rudolf-Nelson-Theater genannt. Die als Kleinkunst-Theater ausgebauten Räume gestaltete Rudolf Möhring 1934 als Filmtheater um. Bei Umbauten 1972 (Horst Buciek) und 1993 (Günter Reiss) wurde es auf 300 Plätze verkleinert. Das Kino war von 1934 bis 2002 durchgehend in Betrieb. 2002 musste es wegen erhöhter Mietforderungen schließen. Am 15. Dezember 2002 schloss mit dem Astor eines der letzten Kinos mit großer Vergangenheit im traditionellen Berliner Kinodistrikt um den Kurfürstendamm. |
| Atlantic-Lichtspiele (Lage)                                                                       | Bismarckstraße 46                                   | 1919–1944           | Die Atlantic-Lichtspiele im Haus Bismarckstraße 46 wurden im Zweiten Weltkrieg zerstört. An dieser Stelle entstand ein Nachkriegsbau. |
| Augusta-Lichtspiele, Augusta-Filmstudio (Lage)                                                    | Kaiserin-Augusta-Allee 88a                          | 1910–1981           | 1910 eröffneten die Augusta-Lichtspiele in einem neu erbauten Wohnhaus in der Kaiserin-Augusta-Allee 88a. Das Kino überstand den Zweiten Weltkrieg und war bis 1981 in Betrieb. Ab 1982 befand sich der Korvett Drogeriemarkt Wasservogel in den Räumen. |
| Baldur-Filmtheater (Lage)                                                                         | Behaimstraße 22–24                                  | 1933–1978           | Die Baldur-Lichtspiele waren von 1933 bis 1978 in Betrieb. Nach der Schließung wurde der Kinosaal 1980 zu einem Theater umgebaut, das als Schalotte bis heute besteht. Beim Umbau wurde nur die Sitzplatzanzahl reduziert, große Teile des ehemaligen Kinosaales sind bis heute fast original erhalten. |
| Bio-Filmtheater (Comet, Kurfürsten-Theater) (Lage)                                                | Kurfürstendamm 25                                   | 1909–1979           | Am Kurfürstendamm 25 befand sich seit 1911 das Hotel am Zoo von Adolf Koschel. Von 1909 bis 1946 wurden dort im Kurfürsten-Theater im Seitenflügel des Erdgeschosses auch Filme vorgeführt. Bis 1979 war das Kino, das 1951 als Bio-Filmtheater neu eröffnet worden war, in Betrieb. Zeitweise soll das Kino auch Comet-Filmtheater geheißen haben, das ist aber nicht belegt. Kurz nach dem Zweiten Weltkrieg sollen hier die ersten 3D-Filme vorgeführt worden sein. Vor der Schließung hatte das Kino noch versucht, mit Sexfilmen Publikum zu locken. Der Eingang befand sich an der rechten Gebäudeseite des Hotels am Zoo. Das Hotel wird seit der Sanierung 2014 als Hotel Zoo geführt. |
| Biophon-Theater (Lage)                                                                            | Otto-Suhr-Allee 121 (ehemals: Berliner Straße 107)  | 1905–1928           | 1905 eröffnete in der Berliner Straße 107 in Charlottenburg ein Kinematographentheater unter dem Namen Biophon-Theater. Anfangs war Samuel Rappaport der Betreiber. Ca. 1928 schloss das Kino. Die Berliner Straße in Charlottenburg war die Verbindungsstraße vom Schloss Charlottenburg zum Berliner Stadtschloss. Im Verlauf am Tiergarten entlang heißt sie seit 1953 Straße des 17. Juni, der restliche Teil wurde 1957 in Otto-Suhr-Allee umbenannt. Die ehemalige Adresse Berliner Straße 107 entspricht heute der Otto-Suhr-Allee 121. |
| Broadway (Barbarelly, Princess Royal) (Lage)                                                      | Tauentzienstraße 8                                  | 1973–2011           | 1973 eröffnete das Princess-Kino in der Tauentzienstraße 8 als kleinstes Todd-AO Theater der Welt mit zunächst nur einem Saal. Nach zeitweisem Leerstand und der Nutzung als Sexkino (Barbarelly, Kino für Erwachsene) begann 1979 wieder der reguläre Spielfilmbetrieb unter dem Namen Broadway. Der Saal wurde 1983 bei der Erweiterung zum Saal A. Rechts vom Saal entstanden drei weitere Zuschauerräume. 1993 wurde das Kino von der Yorck-Gruppe übernommen. Am 23. Juni 2011 fand die letzte Vorstellung im Broadway statt. Im Zuge des Umbaus des Europa-Centers wurde es geschlossen, das Kinogestühl alsbald ausgebaut. |
| Capitol am Zoo (Lage)                                                                             | Budapester Straße 42–46                             | 1925–1943           | Das 1925/1926 von Hans Poelzig in modernem Stil errichtete Gebäude mit 1300 Plätzen stand in starkem Kontrast zu den neoromantischen Bauten des „Romanischen Forums“ am damaligen Auguste-Viktoria-Platz mit dem Ufa-Palast am Zoo und dem Gloria-Palast. Das Innere war von Poelzig in expressionistischer Manier zu einem imposanten Festbau gestaltet worden. Der sechseckige Kinosaal wurde von einer oktogonalen, hohen Decke abgeschlossen. Die Farbgebung war, von unten nach oben abgestuft, in tiefem Violett über Violett-Rot, Goldbraun, Ocker bis zu hellem Indischgelb gehalten. Neben der Kinoorgel stellte vor allem der versenkbare Orchestergraben eine Besonderheit dar. Das Kino wurde am 20. Dezember 1925 mit einer Abendvorstellung von Der Dieb von Bagdad eröffnet und am 23. November 1943 durch alliierte Luftangriffe zerstört, womit Berlin eines seiner imposantesten Lichtspieltheater verlor. 1953 wurde die teilweise noch genutzte Ruine abgetragen. In den Jahren 1956 und 1957 entstand am Standort das Bikini-Haus von Paul Schwebes und Hans Schoszberger. |
| Cinema 105 (Kino am Lietzensee) (Lage)                                                            | Kaiserdamm 105                                      | 1934–1968           | Im Jahr 1934 eröffnete Julius Jankowski das „Kino am Lietzensee“ im Eckhaus Kaiserdamm 105/Wundtstraße mit 297 Plätzen. Nach Unterbrechung durch den Zweiten Weltkrieg konnte das Kino 1949 den Betrieb wieder aufnehmen. Ab 1967 trug es den Namen „Cinema 105“, und war bis ungefähr 1979 in Betrieb. |
| Cinema Paris (Lage)                                                                               | Kurfürstendamm 211                                  | seit 1950           | Das Gebäude Kurfürstendamm 211 entstand im Jahr 1897 als Wohn- und Geschäftshaus. 1926 wurde das Haus im Stil der Neuen Sachlichkeit umgebaut und erhielt den Namen Haus Scharlachberg. Im Zweiten Weltkrieg wurde das Haus beschädigt, aber nicht komplett zerstört. Nach dem Krieg befand sich darin das Roxy-Kabarett. Nach Beschlagnahmung des Hauses wurde es 1949 durch Hans Semrau umgebaut. Am 21. April 1950 erfolgte die offizielle Eröffnung des französischen Kulturzentrums Maison de France durch den französischen Stadtkommandant General Jean Ganeval in Anwesenheit des Hohen Kommissars für Deutschland André François-Poncet und des Oberbürgermeisters Ernst Reuter. Das Cinema Paris besteht seit der Eröffnung des Hauses 1950 und ist eines der wenigen noch verbliebenen Kurfürstendamm-Kinos. Der Schwerpunkt des Programms liegt bei französischen Produktionen und europäischer Filmkunst, die zum größten Teil in der Originalversion mit Untertiteln laufen. Im Jahr 1992 wurde das Gebäude durch den französischen Staat erworben und umfangreiche Bauarbeiten durchgeführt, sodass das Gebäude als 1000. Eintrag in die Berliner Denkmalliste aufgenommen wurde. Seit 1994 wird das Kino von der Yorck-Gruppe betrieben, zu Beginn noch mit Kinolegende Walter Jonigkeit (1907–2009). Der in Muschelkalk verblendete Eingangsbereich ist durch drei messingverkleidete Säulen und ein schmales Vordach mit der Programmtafel gegliedert. Vor dem Haus stehen drei Vitrinen, die über das Kinoprogramm und das Institut français informieren. An der Uhlandstraße gibt es eine Werbetafel und Schaufenster über die gesamte Fassadenlänge. Hinter dem Eingang öffnet sich das Foyer mit weißen Wänden und goldfarbenem Mosaik und in beleuchteten Vertiefungen endenden Pfeilern. Im Zuschauerraum werden die Goldtöne durch den Vorhang wieder aufgegriffen und harmoniert mit der roten Wandverkleidung und der weißen Decke. Die ausfahrbare Vorbühne und aufklappbare Bildwand erweitern die Nutzungsmöglichkeiten des Saales. |
| Comet-Lichtspiele (Lage)                                                                          | Tauroggener Straße 34                               | 1954–1968           | 1953 entstand auf einem Trümmergrundstück an der Tauroggener Straße/Brahestraße das Filmtheater Comet-Lichtspiele nach Plänen des Architekten Pierre de Born, das 1954 eröffnete. Das Kino war bis 1968 in Betrieb und beherbergte auch eine Bar. Nach der Schließung des Kinos wurde es als Diskothek genutzt. (1969: Jim-Beam-Club, 1980: Joker-Club) |
| Delphi-Filmpalast am Zoo (Lage)                                                                   | Kantstraße 12a                                      | seit 1949           | Der Delphi Filmpalast, Kino und Uraufführungstheater in Charlottenburg, steht in einem Verbund mit der Yorck Kinogruppe. Er wird jedoch eigenständig von der Delphi Filmtheater Betriebs GmbH betrieben. Das Filmtheater wurde 1927/1928 nach Plänen von Bernhard Sehring, der auch das benachbarte Theater des Westens entworfen hat, als Tanzlokal DELPHI-Palast erbaut. Bereits 1925 plante Sehring die Umgestaltung zu einem Kinopalast, die dann aber erst 1948/49 unter der Regie von Walter Jonigkeit (1907–2009), der das Theater für 25 Jahre gepachtet hatte, wieder vereinfacht wieder aufgebaut. Säulen und Figuren, die nicht wieder verbaut wurden, vergrub man im Vorgarten. Die Eröffnung erfolgte am 3. Januar 1949 mit dem Film Lord Nelson letzte Liebe. Damals hatte es die größte Leinwand und die modernste technische Ausrüstung Berlins. Das Haus war 1952 erstmals Austragungsort der zweiten Berlinale. 1957 wurde der damals neu erbaute Zoo Palast zum zentralen Wettbewerbskino der Berlinale. Durch den Neubau anderer Kinos in der Umgebung des Delphi-Filmpalastes und durch die Verbreitung des Fernsehens geriet das Kino in den 1960er Jahren unter Druck. Aus Sorge um die Traditionsspielstätte erwarb 1964 der damalige Bezirk Charlottenburg das Grundstück. Erst 1980 ging es mit dem Spielbetrieb wieder aufwärts. Der Berliner Kultursenator war auf der Suche nach einem landeseigenen Großkino, das sich zum Festspielhaus eignete. 1981 fand ein erster Umbau des Kinos statt. Im selben Jahr wurde das erste Forum des jungen Films der Berlinale durchgeführt. Am 24. April 2007 feierte Walter Jonigkeit seinen 100. Geburtstag als nach wie vor aktiver Geschäftsführer des Kinos, der täglich in sein Büro über dem Kinosaal kam. Er leitete bis zu seinem Tod im Alter von 102 Jahren am 25. Dezember 2009 das Kino gemeinsam mit seinen Partnern Georg Kloster und Claus Boje. |
| Delphi Lux (Lage)                                                                                 | Kantstraße 10 / Eingang Yva-Bogen                   | 7. Sep. 2017        | Das neue Kino besitzt sieben Säle und insgesamt 600 Sitzplätze. Es wurde am 6. September 2017 mit einem Festakt eröffnet, auf dem der Berlinale-Leiter Dieter Kosslick und die Präsidentin der Deutschen Filmakademie, Iris Berben sprachen. |
| Elite-Kino (Lage)                                                                                 | Danckelmannstraße 12                                | 1910–1918           | Das Kino befand sich von 1910 bis 1918 im Eckhaus Potsdamer Straße 30 (heute: Seelingstraße) / Ecke Danckelmannstraße 12, während der Kinobetreiber in der Danckelmannstraße 52 gegenüber wohnte. In der Nr. 12 befindet sich heute ein Nachkriegswohnhaus. |
| Excelsior-Theater (Lage)                                                                          | Otto-Suhr-Allee 19 (ehemals: Berliner Straße 157)   | 1910–1933           | 1910 eröffnete in der Berliner Straße 157 in Charlottenburg ein Kinematographentheater, das Excelsior-Theater genannt wurde. Das Kino war bis ca. 1933 in Betrieb und schloss dann. Die ehemalige Adresse Berliner Straße 157 entspricht heute der Otto-Suhr-Allee 19. Das Gebäude ist zerstört, hier befinden sich nach dem Zweiten Weltkrieg errichtete Wohnhäuser. |
| Faunlichtspiele (Lage)                                                                            | Krumme Straße 37                                    | 1927–1944           | 1927 eröffneten die Faun-Lichtspiele mit 200 Plätzen in der Krummen Straße 37 / Ecke Goethestraße am Karl-August-Platz unter dem Eigentümer Erich Menz. Nach Einführung des Tonfilm scheute der Besitzer die Kosten für die Umstellung und verkaufte das Kino, das bis 1944 existierte. Das Haus wurde im Krieg zerstört. Die Adresse entspricht heute dem Haus Goethestraße 50–50a, dort befindet sich ein Apartmenthaus. |
| Filmbühne am Steinplatz (Lage)                                                                    | Hardenbergstraße 12                                 | 1950–2003           | Die Filmbühne am Steinplatz wurde am 2. März 1950 im Erdgeschoss des Hauses Hardenbergstraße 12 eröffnet. Unter dem Betreiber Ernst Remmling, welcher 1953 die Gilde deutscher Filmkunsttheater gründete, wurde die Filmbühne zum ersten Programmkino in Deutschland. Eine Säule mit Autogrammen von Filmstars und deren Bilder betonten diesen Anspruch. 1980 kaufte der Filmemacher Ottokar Runze das Kino, verkleinerte den Saal auf 122 Sitze und gliederte ein Restaurant an. Im Dezember 2003 wurde das Kino geschlossen, die letzte Betreiberin war Anna Kruse. Vorübergehend zog danach 2004 bis zum Dezember 2005 das jüdische Theater Bahmah ein. Am 1. Mai 2006 eröffnete das Rock Style Entertainmenthaus. Heute befindet sich dort das Restaurant Filmbühne. Der ehemalige Kinosaal dient als Veranstaltungsraum mit kleiner Bühne und kann auch gemietet werden. |
| Filmbühne Mali (Lage)                                                                             | Neufertstraße 19–21                                 | 1932–1968           | Das Gebäude am Klausenerplatz in der Neufertstraße 19–21 (früher Magazinstraße 7) wurde 1896 als Reithalle für das Königin-Elisabeth-Garde-Grenadier-Regiment Nr. 3 von F. W. Bastian und Ernst Gerhard erbaut und diente danach von 1923 bis 1932 als Notkirche. 1932 wurde der Saal durch F. W. Bastian in ein Lichtspielhaus mit 520 Plätzen umgebaut und ein Foyer in einem Anbau angefügt. Der Name „Mali“ orientierte sich vermutlich am Straßennamen und war die Kurzform für Magazin-Lichtspiele. Den Zweiten Weltkrieg überstand das Kino fast ohne Schäden. 1949 wurde es durch Peter Schwiertz umgestaltet und renoviert. Ein weiterer Umbau erfolgte 1956 durch Bruno Meltendorf, dabei wurde auf Cinemascope umgestellt und auf 349 Plätze reduziert. 1967 übernahm A. Gabrunas das Kino, musste es dann aber 1968 schließen. Von 1970 bis 2013 befand sich ein Aldi-Supermarkt im Gebäude, danach zog nach Sanierung ein Biomarkt ein. Bei der Sanierung wurde die Fassade zur Neufertstraße wieder hergestellt. Das Gebäude ist ein gelistetes Baudenkmal. |
| Filmbühne Wien (Ufa-Theater Kurfürstendamm, Union-Palast Kurfürstendamm, U.T.-Lichtspiele) (Lage) | Kurfürstendamm 26                                   | 1913–2000           | Das Haus wurde zwischen 1912 und 1913 als Union-Palast im Stil des Wilhelminischen Klassizismus erbaut und zählte zu den ersten reinen Lichtspieltheatern Berlins. Die Architekten Nentwich & Simon entwarfen eine tempelartige Fassade mit ionischen Säulen und Giebel. Eröffnet wurde das Filmtheater mit Max Reinhardts Stummfilm Insel der Seligen. Außer dem Kinosaal mit 850 Plätzen beherbergte das Gebäude das neue Café des Westens, das als Konzert-Café betrieben wurde. Seit 1924 gehörte das Kino zur UFA und war Aufführungsort zahlreicher Filmpremieren. Im Jahr 1945 erfolgte die Umbenennung in Filmbühne Wien. Ein erster Umbau folgte 1953, bei dem der repräsentative Eingang Ladengeschäften weichen musste. Nach Heinz Riechs Übernahme der Ufa-Kinos im Jahr 1972 wurden Ende der 1970er-Jahre durch Abtrennung ehemaliger Logen und Ausnutzung des ehemals großzügigen Foyers 7 dem großen Saal Schachtelkinos hinzugefügt. Das Kino besaß Berlins erste Cinemascope-Leinwand und gehörte zeitweise zu den Spielorten der Berlinale. |
| Filmkunst 66 (Capri, Bleibtreulichtspiele) (Lage)                                                 | Bleibtreustraße 12                                  | seit 1951           | 1951 wurden in einem Flachbau auf einem Trümmergrundstück an der Ecke Bleibtreustraße/Niebuhrstraße durch Willi Schreiber die Bleibtreu-Lichtspiele (BeLi) errichtet, ein Kleinod der frühen 1950er Jahre. Den eingeschossigen Flachbau hob besonders das an der abgeschrägten Ecke höher gezogene, flach abschließende Giebelfeld hervor, dessen glatte Wandflächen nur ein Schaukasten und ein Reklamefeld zieren. Gekrönt wird die Seite von dem in einem Lichtkreis eingeschlossenen BeLi, während über den beiden Eingängen daneben „Bleibtreu“ und „Lichtspiele“ steht. Ab 1954 wird für das Kino der Name Capri genutzt. 1966 wurde der Saal des Capri durch Simon Buntz und Philipp Kröner umgebaut und der Name in „Filmkunst 66“ geändert und die Frontseite umgebaut. Das Giebelfeld verschwand und die Fassade erhielt eine schwarze Verkleidung. Der Eingang erhielt eine Laterne mit „66“ als Erkennungszeichen. Von 1966 bis 1971 versuchten sich drei Betreiber an dem Kino, der letzte auch mit Sexfilmen. Zum 1. Oktober 1971 pachtete der Programmkinobetreiber Franz Stadler das Kino und machte daraus ein Programmkino. 1993 wurde der Kinobau abgerissen und durch ein neues Geschäftshaus ersetzt. Nach dem Besitzerwechsel wurde das Kino durch die Architektin Lena Klanten von Grund auf neu gestaltet. Es enthält nun zwei Säle mit 156 Plätzen (Filmkunst 66) und 50 Premiumplätzen (Filmkunst 66 1/2). und eröffnete im August 1995 neu. 1999 verkaufte Stadler das Kino an die Kinowelt Medien AG und ging für das Unternehmen nach Westerland. Als die Kinowelt das Filmkunst 66 im Jahr 2001 wegen Insolvenz schließen wollte, kehrte Stadler im November 2001 zurück und übernahm das Kino erneut. Seit 1. Januar 2011 betreiben Tanja und Regina Ziegler das Programmkino. Im November 2012 wurden das Foyer und beide Kinosäle renoviert und mit neuer Bestuhlung versehen. |
| Film-Studio (Lage)                                                                                | Hardenbergstraße 20                                 | 1960–1962           | Für kurze Zeit befand sich im Gebäude zwischen Amerika-Haus und IHK-Berlin in der Hardenbergstraße 20 ein Filmstudio für interne Filmindustrie-Vorführungen, welches von Emil Lohde betrieben wurde. Das Filmstudio bestand ca. von 1960 bis 1962. 1962 zog das British Information Center in die Hardenbergstraße 20. Auch im Amerika-Haus in der Hardenbergstraße 22–24 befand sich ebenfalls ab 1960/1961 ein Filmvorführraum im rückwärtigen Tiefgeschoss. |
| Filmtheater Berlin (Nelson, Fox im Palmenhaus) (Lage)                                             | Kurfürstendamm 193/194                              | 1924–1980           | Das Haus Cumberland am Kurfürstendamm 193/194 wurde 1911/1912 errichtet. Es war als Boarding-Palast geplant worden und gehörte 1915 der Sendig Hotel AG. Es verfügte über ein Kabarett „Palmenhaus“ mit Palmenhaus-Café. Von 1924 bis 1926 betrieb die US-amerikanische Fox ein Kino und gab als „Palmenhaus-Kino“ Filmvorführungen, die von Schlagzeug und Saxophon mit Charleston- und Bluesmelodien begleitet wurden. Vor der Premiere einer Verfilmung von Dantes „Göttlicher Komödie“ führten Anita Berber und ihr Partner Henri Châtin Hofmann einen Nackttanz auf. An der gleichen Stelle befanden sich seit 1926 das Kabarett der Komiker, das 1930 eröffnet Nelson-Theater und ab 1931 das Theater Der Blaue Vogel. Peter Schwiertz richtete 1951 im Südflügel an der Lietzenburger Straße im Festsaal ein Filmtheater ein. Das Kino verfügt vom Kurfürstendamm über eine von Lichtreklamen bekrönte Passage über einen weiteren Eingang in das zweigeschossige Foyer. Eine Raucherloge war durch eine Glaswand vom Kinosaal abgetrennt. W. Rasper ließ die Einrichtung 1966 umbauen. – 1988 soll das Kino geschlossen worden sein, Einträge im Berliner Telefonbuch gibt es nur bis 1976. Wahrscheinlicher ist als Schließungsjahr 1977/1978 anzunehmen. Im Eingang an der rechten Gebäudeseite am Kurfürstendamm befand sich der Durchgang zum Filmtheater Berlin. Von 1966 bis 2003 befand sich die Berliner Oberfinanzdirektion in dem Gebäude. Der ehemalige Kinosaal wurde bei Bauarbeiten im Jahr 2011/2012 zerstört, obwohl das Haus Cumberland unter Denkmalschutz steht. |
| Germania-Palast (Lage)                                                                            | Wilmersdorfer Straße 53/54                          | 1910–1964           | In der Wilmersdorfer Straße 53/54 befand sich von 1910 bis 1964 das Kino „Germania-Palast“ mit bis zu 1000 Plätzen. Es war am 8. April 1910 als Vitaskope-Theater mit 640 Plätzen eröffnet worden. Ein erster Umbau mit Einbau von zwei Logen erfolgte durch May Meissner und Hans Sbrzesny von 1920 bis 1922. Der Umbau erfolgt in einer vom Expressionismus inspirierten Form, die durch plakative Farbigkeit mit kräftigen Kontrasten die Räume als eine sich steigernde Abfolge inszeniert. Ein weiterer Umbau erfolgt 1928–1931 durch Wilhelm Kratz. Der Saal verfügte zudem über eine Bühne und einen Orchestergraben für eine 8-Mann-Kapelle. Im Zweiten Weltkrieg wurde der Germania-Palast zerstört und der Wiederaufbau zunächst verworfen. Erst 1955 begann man mit dem Aufbau nach Plänen des Architekten Werner Weber im Hof des Grundstückes Wilmersdorfer Straße 54, im sachlichen Stil der 1950er Jahre. Die Eröffnung fand am 15. September 1956 statt. Bereits neun Jahre später wurde das Kino geschlossen und abgerissen, es fiel dem Ausbau der Wilmersdorfer Straße zur Einkaufsstraße zum Opfer. Die Bauten aus den 1960er Jahren wurden in den 2000er Jahren ebenfalls wieder ersetzt. |
| Gloria-Palast (Lage)                                                                              | Kurfürstendamm 10                                   | 1926–1943           | Nach zähen Verhandlungen und der Zusicherung ein „vornehmes“ Lichtspieltheater zu eröffnen kam es zu einem Vertrag zwischen dem Direktor der Gloria-Filmgesellschaft Hanns Lippmann und den Hauseigentümern des Ersten Romanischen Hauses. Ab November 1924 übernahmen die Architekten Ernst Lessing und Max Bremer die Planung des neuen Gloria-Palasts in einem neobarocken Stil, der den Vorstellungen Lippmanns für einen würdigen, repräsentativen Rahmen, der sich am Theaterbau orientiert. Im September 1925 beginnt der Kinoeinbau mit Entkernungsarbeiten und dem Einbau einer vorgefertigten Stahlkonstruktion für den Kinosaal, der sich über den Räumen des Café Trumpf im Innenhof des Gebäudes von der ersten bis zur dritten Etage erstreckt. Das Kino mit 1200 Plätzen konnte am 26. Januar 1926 unter der Leitung der UFA mit einer Pantomime von Frank Wedekind und Friedrich Wilhelm Murnaus Verfilmung von Molières Tartuffe vor geladenen Gästen eröffnet werden. Am 1. April 1930 wurde im Gloria-Palast der Film Der blaue Engel sowie am 15. August der Film Unter den Dächern von Paris von René Clair uraufgeführt. Das Haus bot eine inzwischen kaum vorstellbare Prachtentfaltung mit sieben Treppenhäusern, drei Aufzügen, verspiegeltem Wintergarten, Konversations- und Schreibzimmer, Wandelgängen mit Garderoben und Buffets, Kristalllüstern, Marmorstufen, seidenbespannten Wänden, die einen glanzvollen Rahmen für Premieren bot. Da die romanische Fassade des Gebäudes unter Denkmalschutz stand, konnte das Kino nach außen nur sehr dezent in Erscheinung treten und durfte in den Obergeschossen keine Werbung anbringen. Erst nach weiteren Verhandlungen erhielt die UFA die Erlaubnis für eine bescheidene Lichtwerbung. Hinter den Bogenfenstern im ersten und zweiten Stock konnte der Schriftzug „GLORIA PALAST“ angebracht werden. Auf dem Dach erschien nach drei Seiten ebenfalls der Name des Kinos. Alliierte Luftangriffe im November 1943 und ein nachfolgender Brand zerstörten Kino. Aus dem brennenden Gloria-Palast retteten die Mitarbeiter des Marmorhauses einen Foyerstuhl, der in der Sammlung der Deutschen Kinemathek bewahrt wird. |
| Gloria-Palast (2) (Gloriette) (Lage)                                                              | Kurfürstendamm 12/13                                | 1953–1998           | Nach dem Krieg entstand 1953 für das zerstörte Kino auf einem Teilstück des ehemaligen Baugrunds ein neuer Bau: Am Kurfürstendamm 12 errichteten die Architekten Siegfried Fehr und Gerhard Jäckel einen fünfgeschossigen Stahlbetonskelettbau mit Rasterfassade. Allerdings erteilte nicht die weiter vorhandene UFA den Bauauftrag, sondern die bereits seit den 1920er Jahren im Wedding erfolgreichen Theaterbetriebe Thomas & Co mit dem Geschäftsführer Max Knapp. Am 2. Januar 1953 eröffnete der neue „Gloria Palast“ mit 900 Plätzen, nur wenige Meter vom alten Spielort entfernt. Einige Jahre lang war das Kino einer der Austragungsorte der Internationalen Filmfestspiele (Berlinale). Im Jahr 1971 wurde der Saal umgebaut. Ein Jahr später kam ein kleiner Saal, die Gloriette, im Untergeschoss hinzu. Im Jahr 1986 wurden beide Säle im Zusammenhang mit der Errichtung der Gloria-Passage komplett neu gebaut. Am 15. August 1998 schloss das Kino. Von dem ehemaligen Kino sind das unter Denkmalschutz stehende und restaurierte Foyer mit dem Kassenhäuschen und der Wendeltreppe sowie die ebenfalls denkmalgeschützte Leuchtreklame an der Fassade erhalten. Im September 2008 eröffnete das Jeanslabel Replay in dem ehemaligen Kino sein zweites Geschäft in Berlin. 2015/16 hat der neue Eigentümer mittels eines Gutachtens, das die Fassade der 1950er Jahre als nicht mehr standfest ausweist, einen Antrag auf (Teil-)Abriss und Um- bzw. Neubau gestellt. Das zuständige Bauamt will ein eigenes Gutachten dazu erstellen. |
| Hollywood (Cinema Berlin, Bonbonniere) (Lage)                                                     | Kurfürstendamm 64/65                                | 1954–2003           | Ein Textilbetrieb errichtete 1953 am Kurfürstendamm 64/65 das ECO-Haus nach Plänen des Architekten Herbert Schiller, in dem sich eine Produktionsstätte für Textilien, vier Ladengeschäfte und auch ein Lichtspieltheater befanden. Für den Kinosaal entstand nach Plänen von Walter Labes im hofseitigen Teil des T-förmigen Gebäudes ein Anbau. Am 5. November 1954 eröffnete das als „Bonbonniere“ bezeichnete Kino. Zuvor hatte von 1949 bis 1952 schon ein Kino gleichen Namens im ehemaligen Alhambra am Kurfürstendamm 68 bestanden. Ab 1977 erhielt das Bonbonniere den Namen „Cinema Berlin“, Mitte der 1980er Jahre wurde es unter dem Namen „Hollywood“ als Programmkino weiter betrieben und 1993 um einen zweiten Saal in einem angrenzenden Ladengeschäft erweitert. Im August 2003 endete der Kinobetrieb, nachdem das Haus zwangsversteigert wurde. 2005 wurde das Haus saniert und dient nun als Bürohaus mit Ladengeschäften. Das Gebäude steht als Baudenkmal unter Denkmalschutz. |
| Kant Kino (Lage)                                                                                  | Kantstraße 54                                       | seit 1905           | Das Kant-Kino ist eines der wenigen noch verbliebenen historischen Kinos im Bezirk Charlottenburg-Wilmersdorf. Im September 1905 als Ladenkino im Vorderhaus (heute Restaurant) gegründet, wurde 1912 im Hof des Kant-Hotels ein großer Kinosaal gebaut. Am 16. November 1912 fand die Eröffnung im großen Saal statt. Wilhelm Kratz ließ 1929 die Hotellobby des Kant-Hotels zum Kinoeingang, der bis dahin durch die Hofeinfahrt geführt hatte, umbauen. Hans Bielenberg baute 1956 den Saal um und ließ den seitlichen abreißen. Dabei wurde auch auf Cinemascope umgerüstet. Neben dem Kinoprogramm auf der Leinwand gab es 1975-1983 unter Betreiber Reinhard „Conny“ Konzack Live-Konzerte auf der Bühne. Alles was damals Rang und Namen in der Szene hatte, besonders der in jenen Jahren aufgekommenen Punk- und New-Wave-Bands, spielte dort im stets ausverkauften Saal. Der Kinosaal in der Kantstraße war so zu einem der angesagtesten Orte von ganz Berlin geworden. Die Vielzahl der Veranstaltungen im Kant-Kino ist kaum zu rekonstruieren. Mehr als 330 Rock-Konzerte werden bei RockinBerlin mit verlinkten Hintergrundinfos vorgestellt. Im Jahr 1988 wurde die Garderobe zum Kinosaal II umgebaut und der kleine ‚Kid im Kant‘ (heute Saal 3) mit 15 Plätzen im Vorderhaus hinzugefügt, 1997 folgten nochmals zwei Säle im Vorderhaus. Der Betreiber Kinowelt Medien AG hatte das Kant-Kino im Oktober 2001 wegen angeblicher Unrentabilität kurz vor dessen Insolvenzantrag geschlossen. Die Nachfolgegesellschaft, die Kant und andere Kinos Betriebsgesellschaft mbH mit Gerhard Groß, dem Betreiber des Hackeschen Höfe Kinos, und anderen Gesellschaftern (Wim Wenders, Gerhard Groß, Burghard Voiges und Christoph Ott) eröffnete das Lichtspieltheater im Januar 2002 jedoch wieder, das nun den Namen Neue Kant Kinos erhielt, den es bis 2009 trug. Seit dem 23. Juni 2011 treten die Kant-Kinos unter dem Dach der Yorck Kinogruppe auf. 2012 wechselte das Kino den Besitzer und Heinz Lochmann vom Passage in Hamburg übernahm den Betrieb. Das ursprüngliche Kant-Hotel wurde bis mindestens 1943 betrieben. |
| Kinematographentheater (Lage)                                                                     | Holtzendorffstraße 20                               | 1910–1916           | Am angegebenen Ort gab es sechs Jahre lang ein Kinematographentheater für die Vorstellung von Stummfilmen. Dort befindet sich heute ein Restaurant. |
| Kinos im Ku'damm-Eck (Smoky, Oscar, Camera, Blue Movie) (Lage)                                    | Kurfürstendamm 227                                  | 1972–1997           | Das von 1969 bis 1972 errichtete Ku'damm Eck befand sich am Kurfürstendamm 227 Ecke Joachimsthaler Straße. Im Gebäude waren Cafés und Restaurants, eine Bowlingbahn, mehrere Geschäfte in einer Einkaufspassage, ein Wachsfigurenkabinett und Kinos vorhanden. 1997 wurde das Ku'damm Eck geschlossen, 1998 abgerissen und ein neues Gebäude errichtet. Im Jahr 1972 hatte an dieser Stelle ein Raucherkino im Untergeschoss eröffnet, das den Namen Smoky trug. Ab 1973 boten in der dritten Etage zusätzlich die Kinosäle Oscar und Camera ihre Dienste an. Alle drei Kinosäle übernahm die UFA um 1975 und ließ die Säle Camera und Oscar 1989 umbauen, wodurch sie Teil des Kinocenters Marmorhaus II wurden und nun einfach Saal 5 und Saal 6 hießen. In den 1980er Jahren fanden in diesen beiden Kinosälen Vorführungen von James-Bond-Filmen statt, in ständiger Wiederholung. Das Smoky wurde 1988/1989 zum Pornokino. Im gleichen Haus eröffneten auch die Pornokinos Blue Movie (Betreiber Beate Uhse) + Filmstudio, welche später dem Smoky angeschlossen waren. Beide schlossen im Juli 1994. |
| Klick (Charlott-Lichtspiele, Windscheid-Lichtspiele, Dolly, Reichs-Lichtspiele) (Lage)            | Windscheidstraße 19                                 | 1911–2004 seit 2017 | Das langgestreckte Ladenkino befindet sich seit 1911 im Erdgeschoss des Wohnhauses nahe dem Stuttgarter Platz. Fünf Jahre nach Installation einer Tonfilmanlage verminderte der Betreiber 1935 die Platzanzahl. 1971 übernahm Michael Weinert und benannte es in Klick um. Er hatte ein damals ausgeprägtes Programm aus Klassikern und künstlerisch anspruchsvollen neuen Filmen. In den 1970er Jahren wurde eine Kneipe (später als Café) im vorderen Teil des Gebäudes eingebaut. Der Kassenraum diente für kleine, wechselnde Ausstellungen. Nach der Schließung des Kinos im September 2004 wurde es zwar in die Kneipe einbezogen,, aber lange nicht vermietet. Trotzdem blieb der Kinosaal mit seiner Bestuhlung für 83 Zuschauer erhalten. Im September 2004 gab der Betreiber die endgültige Schließung bekannt, da wegen sinkender Besucherzahlen Mietschulden entstanden waren. Nach Leerstand und der kompletten Renovierung des Hauses Windscheidstraße 19 (die Fassade erhielt eine neue Fensterfront) zog im Jahr 2012 der Concept Store „DaWanda Snuggery“ ein. Das Internet-Portal DaWanda hat im Hinterhof seine Berlin-Zentrale für handgefertigte Produkte, eine Auswahl der Produkte liegt im Laden mit angeschlossenem Café, der die Räume des ehemaligen Lokals und den Kinosaal umfasste. Patrick Banush, Betreiber von Campingplatzkinos, versuchte im Mai 2015 eine Neubelebung als „Mädchenkino“. Als ihm das nicht gelang, zog er mit seinen Filmvorstellungen an den Savignyplatz. Der Kinosaal diente danach zwischenzeitlich für Events. Nun wurden Claudia Rische und Christos Acrivulis neue Betreiber und gründeten zu diesem Zweck die Firma Kulturspedition. Sie waren auf der Suche einem Ort, in dem mehr Kontakt mit Zuschauern möglich ist. Große Umbauten gab es in der Folge nicht, nach leichten Renovierungen eröffnete nun das neue Klick am 30. März 2017. Nach Intention der Betreiber wird es wieder zu einem klassischen Programmkino, in dem Kurz- und Arthouse-Filme sowie Dokumentationen gezeigt werden. Täglich gibt es zwei Vorstellungen, hinzu kommen als Vorfilme vor den Spätvorstellungen Produktionen von Berliner Filmstudenten der Deutschen Film- und Fernsehakademie Berlin, am Wochenende sollen auch Kinderfilme laufen. Die Vorführungtechnik erfolgt zeitgemäß vom Beamer digital mit Blu-Ray-Discs. Das noch gut erhaltene alte Technikinventar zur Analog-Projektion wird aber auch weiterhin eingesetzt. Das Programm will anspruchsvoll sein und „Spaß machen“, sagte Rische. Beispiel war der Eröffnungsfilm „Gaza Surf Club“. Das Konzept umfasst Filme, die selten oder nicht auf Berliner Leinwänden zu sehen waren, und Dokumentarfilme. Für ältere deutsche Filme wird mit der Deutschen Kinemathek kooperiert. Thematische Filmreihen und Gesprächsabende werden das Angebot abrunden. |
| Kurbel (Lage)                                                                                     | Giesebrechtstraße 4                                 | 1934–2011           | In den Jahren 1934/1935 baute der Architekt Karl Schienemann im Haus Giesebrechtstraße 4 einen ehemaligen Eckladen für die Betreiber Heinz Grabley und Hanna Koenke zum ersten reinen Tonfilmkino Berlins um. Das Traditionskino „die Kurbel“ eröffnete 1935 unter massiven Anfeindungen der Inhaber der nahe gelegenen „Minerva-Lichtspiele“ gegen die jüdischen Betreiber. In der NS-Zeit, 1936 wechselte das Kino an Hanika, Paula Hitzigrath und Kino-Legende Walter Jonigkeit. Ab 1940 bis Anfang der 1970er Jahre betrieb Jonigkeit das Kino allein, wobei es zum Ende des Zweiten Weltkriegs als Munitionslager diente, danach noch mehrfach umgebaut wurde. Bereits am 27. Mai 1945 nahm die Kurbel als eines der ersten Berliner Kinos nach dem Krieg seinen Betrieb mit dem russischen Film Um sechs Uhr abends nach Kriegsende wieder auf. Zwischen dem 4. Dezember 1953 und April 1955 lief hier der Filmklassiker Vom Winde verweht, der seitdem jedes Jahr im Dezember gezeigt wurde. Nachdem Jonigkeit das Kino in den 1970er Jahren aufgegeben hatte, diente es kurzzeitig als Sexkino. Ab 1974 übernahm die Studio Filmtheaterbetriebs-GmbH & Co, München, das Kino, um es wieder als Programmkino mit gutem Ruf zu betreiben. Von 1988 bis 2003 gehörte das Kino der UFA, die einen Umbau mit drei Kinosälen unterschiedlicher Größe vornahm, aber es am 25. Juni 2003 mit der 701. Vorstellung von Vom Winde verweht schließen musste. Ab 1. Januar 2004 versuchte die CH-Media GmbH, das Kino als „One-Dollar-Kino“ zu betreiben, musste aber zum Februar 2005 aufgeben. Am 18. Februar 2005 ging der Kinobetrieb an die Terra-Real Grundstücks-, Telekommunikations- und Filmtheater GmbH von Tom Zielinski; es wurde im Juni 2005 erneut als Premierenkino mit drei Filmsälen eröffnet. Nach der Feier zum 75-jährigen Jubuläum im Jahr 2009 kam am 21. Dezember 2011 das endgültige Aus, obwohl eine Bürgerinitiative „Rettet die Kurbel“ mit prominenter Unterstützung von Beate Jensen, Rosa von Praunheim, Dieter Kosslick, Oliver Kalkofe, Angelica Domröse, Stefan Lukschy, Gerd Wameling, Peter Raue, Andrea Gräfin Bernstorff, Wim Wenders und anderen versucht hatte, das zu verhindern. In der letzten ausverkauften Vorstellung war noch einmal der Film Vom Winde verweht zu sehen. |
| Licht-Bühne (Leibniz-Lichtspiele) (Lage)                                                          | Leibnizstraße 33                                    | 1912–1922           | Von 1910/1912 bis 1922 bestanden am angegebenen Ort die Leibniz-Lichtspiele, zuletzt auch Licht-Bühne genannt. Es handelte sich hierbei entweder um ein Ladenkino oder ein Saalkino im Hof. In den Berliner Adressbüchern von 1925, 1930 und 1943 finden sich unter Leibnizstraße 33 keinerlei Hinweise auf ein Kino oder eine Gaststätte. Dagegen werden die Fabrik für Rechenmaschinen Addiator und eine Bleirohrfabrik genannt. Im 21. Jahrhundert befindet sich dort ein Ladengeschäft und das Berliner Zentrum für Gewaltprävention. |
| Lichtspiele des Westens (Lage)                                                                    | Bismarckstraße 66                                   | 1911–1980           | Die Lichtspiele des Westens bestanden bis um 1982 am angegebenen Ort. Im 21. Jahrhundert gibt es an gleicher Stelle ein Wohnhaus mit Ladengeschäften und einer Hofeinfahrt. |
| Lichtspielhaus Charlottenburg (Lage)                                                              | Wilmersdorfer Straße 55/56                          | 1920–1967           | Das Lichtspielhaus Charlottenburg wurde 1919 im Eckhaus Wilmersdorfer Straße 55/Pestalozzistraße eröffnet. Nach Beschädigungen im Zweiten Weltkrieg konnte das Kino durch Otto Zbrzezny (Umbau 1949) repariert und 1949 wieder eröffnet werden. Es blieb dort bis 1967 und bot zuletzt 425 Zuschauer-Plätze. Im Jahr 1967 schloss das letzte Kino in der Wilmersdorfer Straße. Inzwischen befinden sich im Erdgeschoss des Gebäudes Ladengeschäfte. |
| Lupe 1 (Lage)                                                                                     | Kurfürstendamm 202                                  | 1967–1997           | Das Filmkunsttheater „Lupe“ wurde 1967 von der „Neuen Filmkunst Walter Kirchner“ eröffnet. In den 60er Jahren eröffnete er in Deutschland in vielen Städten solche Filmkunstkinos, die er alle Lupe nannte. Als Walter Kirchner das Kino am Olivaer Platz übernahm und Lupe 2 nannte, erhielt die Lupe den Zusatz „1“. 1982 übernahm Hans-Joachim Flebbe die Lupe 1 und führte sie später mit der Cinemaxx AG. Die Lupe an der Ecke Knesebeckstraße im ersten Stock eines von Paul Schwebes und Hans Schoszberger für den Filmproduzenten Artur Brauner errichteten Geschäftshauses, gelegen, besaß ihren Eingang in der Ladenpassage an der Knesebeckstraße. Die Wand des Treppenaufgangs war mit den Verleihplakaten der „Neuen Filmkunst“ tapeziert. Im September 1997 wurde die Lupe 1 geschlossen. Im Juni 1999 eröffnete Artur Brauner an gleicher Stelle sein Hollywood Media Hotel, in dem er den Kinosaal der Lupe als Kino-Auditorium „Neue Lupe“ der Öffentlichkeit wieder zugänglich machte. Der Saal dient zwar nicht mehr als öffentlicher Kinosaal, kann aber für Tagungen und Filmvorführungen gemietet werden. Der Saal verfügt über 99 Sitzplätze, digitale Vorführtechnik mit einer 5,40 m × 2,50 m Leinwand und 7.1 Tonsystem. |
| Lupe 2 (Filmkunst am Olivaer Platz, Olivaer Lichtspiele) (Lage)                                   | Olivaer Platz 15                                    | 1919–1998           | 1919 eröffnete Emil Ascher in einem durch H. Speck umgebauten Ladengeschäft am Olivaer Platz 7 Ecke Wielandstraße die Olivaer Lichtspiele mit 280 Plätzen. Den Krieg überstand das Gebäude ohne Schäden, schon im Juli 1945 konnte der Spielbetrieb wieder aufgenommen werden. Es wurde viele Jahre von Else Deutschland (später Frähsdorf) betrieben. 1962 übernahm Friedrich Hofbauer das Kino und benannte es in „Filmkunst am Olivaer Platz“ um. 1969 übernahm Walter Kirchner das Kino und ließ es durch Heinz E. Hofmann umbauen. Kirchner besaß zu dieser Zeit schon die Lupe am Kurfürstendamm, und nannte die Filmkunst nun „Lupe 2“. Als sein Unternehmen der Lupe-Kinos in Schieflage geriet, ging die Lupe 2 an einen anderen Betreiber. Diese wechselten im Laufe der Jahre mehrfach. Das letzte Unternehmen schloss das Kino 1998 wegen Insolvenz. Im ehemaligen Foyer des Kinos eröffnete 2001 ein Restaurant. |
| Marmorhaus (Lage)                                                                                 | Kurfürstendamm 236                                  | 1913–2001           | Das Marmorhaus wurde 1912/1913 nach den Plänen von R. Scheibner und Eisenberg unter der künstlerischen Leitung des Architekten Hugo Pál erbaut. Namensgebend war eine edle Fassade aus Marmor, die sich in voller Höhe über fünf Geschosse hochzog. Die expressionistischen Wand- und Deckenmalereien im Foyer und Zuschauerraum stammten vom Maler César Klein. Er entwarf auch die farbige Glasdecke im Foyer, ausgeführt von der Firma Puhl & Wagner in Berlin-Neukölln. Das Haus begann seinen Spielbetrieb mit der Premiere des Films Das goldene Bett von Walter Schmidthässler am 9. Mai 1913. Ein erster Umbau erfolgte 1927 durch Franz Schroedter in vereinfachter sachlicher Form. Nach kleineren Beschädigungen während des Krieges konnte bereits 1946 wieder Filme gezeigt werden. Eine Renovierung 1950 konzentrierte sich im Wesentlichen auf die Neugestaltung des Eingangsbereiches; das Kino diente fortan als Premierenkino. Hierbei wurde es beizeiten vom neuen Zoo Palast abgelöst. 1960/61 erfolgte ein weiterer Umbau durch Gerhard Fritsche. Seit 1972 ergänzen zwei Säle im Obergeschoss den großen Saal. Drei Jahre später wurde im Keller ein weiterer Zuschauerraum eingebaut. 1998, anlässlich einer dringend notwendigen Komplett-Renovierung, wurden die Schachtelkinos wieder entfernt. 2001 ließ der Betreiber, die UFA das Kino schließen und der UFA-Chef Volker Riech verkaufte es. Nach der Schließung des Gloria-Palasts 1998 und der Filmbühne Wien 2000 setzte sich das Sterben der Kinopaläste am Kurfürstendamm fort. Mit dem Marmorhaus schloss 2001 das älteste Kino am Kurfürstendamm. Die Immobilie wurde im Juli 2010 für über 40 Millionen Euro an die Aachener Grundvermögen Kapitalanlagegesellschaft verkauft. Bis dahin befand sich das Marmorhaus im Eigentum einer irischen Investmentgesellschaft. Aktuell (Stand: 2016) nutzt eine Filiale der spanischen Modekette Zara das Gebäude. Das Gebäude ist ein gelistetes Baudenkmal. |
| Mascotte (Lage)                                                                                   | Stuttgarter Platz 10                                | 1955–1972           | In der Ruine eines zerstörten Wohnhauses entstand 1955 das Filmtheater Mascotte am Stuttgarter Platz. 1972 wurde das Kino geschlossen und bald abgerissen. Das Mascotte war das einzige Kino in Berlin mit einer Nachtvorstellung von Montag bis Donnerstag. Bildergalerie, Bild 6/11 zeigt das Mascotte 1963 |
| MGM-Theater – Fenster zur Welt (Lage)                                                             | Kurfürstendamm 197/198                              | 1956–1977           | Das von Gerhard Fritsche errichtete MGM-Theater mit 1000 Plätzen bestand von 1956 bis 1977. Die Eröffnung fand am 7. Dezember 1956 statt. Eröffnungsfilm war Der Schwan mit Grace Kelly. Zum Kurfürstendamm hin präsentierte sich das Kino mit sechs fächerförmig übereinander angeordneten, horizontalen Bändern aus eloxiertem Aluminium, die mittig das Werbeplakat trugen. Mit roten und blauen Lichteffekten wurde ein besonderer Akzent gesetzt. Über dem mit fünf Flügeltüren großzügig angelegten Eingangsbereich befand sich das Ankündigungsband. Ein großer Schriftzug MGM krönte das Dach und war ebenfalls die Seitenwand, die in schwarzen Glasflächen eingefasst ist und über die Häuserfront trapezförmig hinausragt. In runden Auslassungen leuchten auch hier die Buchstaben MGM. Zur Bleibtreustraße hin prägt der mit vier Reihen verglasten und mit Sprossen gegliederten Vorbau die Fassade, dessen Strenge durch vier übereinander angeordnete runde Fenster gemildert wird. Kurz vor der Schließung gelangte das Kino an die Olympic Kinobetriebe und diese benannten es in Olympic-Filmtheater um. 1977/1978 wurde es abgerissen und durch den Neubau eines Geschäftshauses ersetzt. Das Kino war 1962 mit einer Philips-DP-70-mm-Anlage ausgestattet. Hier fand die deutsche Gala-Premiere des Films Meuterei auf der Bounty am 17. Dezember 1962 statt. Die Vorführung erfolgte in Ultra Panavision 70 auf 29 Meter breiten Superbildwand. Die Philips DP70 befindet sich seit Ende des 20. Jahrhunderts in der Schauburg in Karlsruhe. MGM bei allekinos |
| Minerva-Lichtspiele (Lage)                                                                        | Wilmersdorfer Straße 75                             | 1907–ca.1944        | Die Minerva-Lichtspiele in der Wilmersdorfer Straße fielen zusammen mit dem gesamten Gebäude dem Zweiten Weltkrieg zum Opfer. Nach der Enttrümmerung wurde hier nichts wieder aufgebaut. |
| Olympia am Zoo (Palette am Zoo) (Lage)                                                            | Kantstraße 162                                      | 1910–1999           | Die Olympia-Lichtspiele wurden 1910 im Obergeschoss des Hauses Kantstraße 162 eröffnet. Den Krieg hatte das Kino unbeschadet überstanden und konnte so weiter spielen, zeitweise um 1949 angeblich unter dem Namen Palette am Zoo. Seit 1952 wurde es Olympia am Zoo genannt. Sieben vertikale Leuchtstreifen mit dem Schriftzug „Olympia“ betonten in den 1960er Jahren den Eingang. Von hier führte eine Treppe zur Kasse, neben der links ein Restaurant mit großer Garderobe und rechts eine weitere, kleine Kleiderablage vorhanden waren. Der Zuschauerraum bot sehr beengt 210 Sitzplätze. Zwischen 1986 und 1989 trat Uwe Feld als Kinobetreiber auf, danach übernahm die Yorck-Kinogruppe das Olympia und führte es nun als Programmkino. Im Dezember 1999 wurde das Kino geschlossen und drei Jahre später abgerissen. 2004 wurde an dieser Stelle ein Bürohaus errichtet. |
| Orient-Theater (Lage)                                                                             | Otto-Suhr-Allee 50–54 (bis 1957 Berliner Straße 53) | 1910–1915           | In der Berliner Straße 53 befand sich eine Gastwirtschaft mit Festsaal, in der der Gastwirt G. Seeger für kurze Zeit ein Kinematographentheater betrieb. Das Orient-Theater bestand im Zeitraum ca. 1910–1915. |
| Orpheum-Theater (Lage)                                                                            | Tauroggener Straße 36, Ecke Osnabrücker Straße      | 1930–1944           | Das Orpheum-Theater wurde 1929/1930 nach Plänen des Architekten Fritz Wilms erbaut und 1930 eröffnet. Mit dem in sachlichen Formen gestalteten Kino und Varietétheater schloss Wilms eine Baulücke des Baublocks. Das Gebäude betonte die Ecksituation mit seinem geschwungenen Kopfbau und dessen Reklameinszenierungen. Auf dem Dach des Gebäudes stand in großen Lettern „ORPHEUM“. Ein fünfetagiges schmales Treppenhaus verband es mit dem Nachbarhaus in der Osnabrücker Straße, das die Leuchtbuchstaben „Kino“ trug. Das Kino verfügte über eine Bühne und bot neben Filmen auch Varieté. Die Einrichtung wurde im Zweiten Weltkrieg 1944 zerstört und das Grundstück in der Tauroggener Straße in den 1950er Jahren mit Wohnhäusern neu bebaut. 1946 entstanden als Ersatz für das zerstörte Kino die Orpheum-Lichtspiele als Ausweichkino in der Kamminer Straße 17/18. Die Vorführungen fanden in der Aula der 35. Volksschule (heute: Gottfried-Keller-Gymnasium) statt. Ende 1959 wurde die Aula, da sie ja als Kino schon hergerichtet war, als Filmtheater der Charlottenburger Schulen eingeweiht. |
| Orsika-Tonlichtspiele (Lage)                                                                      | Klausenerplatz 12/13                                | 1932–1938           | Nach Plänen des Architekten Hermann Albert Mohr wurde nach dem Abriss der beiden Häuser Friedrich-Karl-Platz[]7/8 in den Jahren 1931/1932 die Sankt-Kamillus-Kirche, eine Kombination aus Kirche, Altersheim, Gemeindesälen, Kindergarten, Kloster und Pfarramt als vierflügeliger Hochbau errichtet und schließlich am 26. Juni 1932 eingeweiht. Im Gemeindesaal wurde 1932–1938 ein Gemeindekino eingerichtet. 1950 wurde der Platz in Klausenerplatz umbenannt. St. Kamillus erhielt dabei die Adresse Klausenerplatz 12/13. |
| Panorama (Lage)                                                                                   | Budapester Straße 38                                | 1989–1991           | 1987/1988 entstand neben dem Bikini-Haus an der Budapester Straße nach Plänen von Andreas Reidemeister und Joachim Glässel ein kugelförmiges (Rundsicht-)360°-Kino. Entsprechend der Konstruktion erhielt es den Namen Panorama, hatte 400 Stehplätze (keine Sitzplätze wegen der Rundsicht) und wurde am 20. Dezember 1989 eröffnet. Innen war die Kugel eine Dose: die Decke schwarz, die Wand weiß. Über den Köpfen der Zuschauer hing die Vorführkabine und projizierte durch eine Spezialoptik ein nahtloses Rundbild auf die sechs Meter hohe und sechzig Meter lange Projektionsfläche. Gezeigt wurde der eigens gedrehte Film „Destination Berlin“, ein Streifzug durch Berlin. Nach zwei Jahren musste das Kino schließen, da die Miete zu teuer war und die Besucherzahl zurückging. Danach zog die Diskothek „Magic Balloon“ in die blaue Kugel ein, aber auch diese musste bald wieder schließen. Am bekanntesten wurde die blaue Kugel, als Sabine Christiansen zwischen 1997 und 2007 von hier ihre Talkshow im Fernsehen moderierte, welche im Globe City Studio aufgezeichnet wurde. 2010 schenkte der neue Eigentümer des Bikini-Hauses, die Bayerische Hausbau, die blaue Kugel dem Filmpark Babelsberg. Im Dezember 2010 wurde mit dem Abbau begonnen, um sie in Potsdam-Babelsberg wieder errichten zu können. Nun werden in dem Kugelkino mit dem neuen Namen „Dome of Babelsberg“ interaktive XD-Spektakel für maximal 24 Zuschauer gezeigt. Das Sockelgebäude wurde abgerissen. An seiner Stelle wurde das Parkhaus des Einkaufzentrums Bikini Berlin errichtet. |
| Panoramik-Lichtspiele (Hebbel-Lichtspiele) (Lage)                                                 | Hebbelstraße 18/19                                  | 1950–1972           | Die Hebbel-Lichtspiele wurden 1950 im Haus Hebbelstraße 18/19 an der Ecke Fritschestraße eröffnet. Ca. 1964 wurde das Kino in Panoramik-Lichtspiele umbenannt und 1972 geschlossen. 1972 wurden die letzten Häuser in der Hebbelstraße am sogenannten Nassen Dreieck wegen Senkungsschäden abgerissen, in den folgenden Jahren wurde stattdessen ein Sportplatz errichtet. Auf dem Grundstück der ehemaligen Nr. 18 befindet sich nun das Vereinsheim des FC Brandenburg 03. |
| Piccadilly, Metropol-Theater (Lage)                                                               | Bismarckstraße 93/94                                | 1925–ca. 1944       | Schräg gegenüber dem Deutschen Opernhaus in der Bismarckstraße entsteht 1925 nach einem Wettbewerb der „Großkinobetriebe Hein & Kreisle“ in nur viermonatiger Bauzeit das repräsentative Film- und Varietétheater nach Plänen des Kinoarchitekten Fritz Wilms. Das Gebäude mit seinen Pylonen und der ockergelben Fassade bildet einen Kontrapunkt zu dem gegenüberliegenden Opernhaus. Besonders markant war die Sternenfensterwand aus 10 × 4 Elementen, die aus einem prismatischen achtstrahligen Stern aus Milchüberfangglas bestanden. In den Abendstunden leuchteten die Sternenfenster in weiß und bei besonderen Anlässen wurde die prismatische Wirkung noch durch rotes, grünes und blaues Licht gesteigert. Das äußere Erscheinungsbild ähnelt anderen von Wils gestalteten Filmtheatern, z. B. dem Mercedes-Palast in Berlin-Wedding oder dem Mercedes-Palast in Berlin-Neukölln. Im Saal teilt ein Logengürtel das Hochparkett vom übrigen Saalbereich, der durch grau gehaltene Pilaster mit silberfarbenen Kapitellen und den gelben Wandflächen eine vornehme Note ausstrahlt. Die hellgrünen Wände des Bühnenbereichs schließlich sind mit an Chinoiserien erinnernde Baummotiven geschmückt. Das Kino war ursprünglich als „Alhambra“ geplant, aber dann, wahrscheinlich wegen der Namensgleichheit mit dem „Alhambra“ am Kurfürstendamm, als „Piccadilly“ eröffnet. Die Klimatisierung und Belüftung war für die damalige Zeit vorbildlich, die 1400 Plätze des Kinos konnten über zehn Ausgänge innerhalb kürzester Zeit geräumt werden. Das Gebäude wurde am 22. November 1943 durch alliierte Luftangriffe beschädigt und 1948 zum „Bismarckbad“ umgebaut. Von 1953 bis 1955 bestand ein Projekt zur Wiederherstellung als „Metropol-Theater“ von Fritz Wilms, das aber nicht verwirklicht wurde. Danach wurde das Gebäude abgerissen. |
| Prinzeß-Lichtspiele (Neues Lichtspielhaus) (Lage)                                                 | Augsburger Straße 22 (27)                           | 1912–1944           | 1912 eröffnete das Neue Lichtspielhaus in der Augsburger Straße 27 (heute: Nr. 22). Das Gebäude zwischen Marburger und Nürnberger Straße wurde im Zweiten Weltkrieg zerstört. Die Augsburger Straße war ab den 1920er Jahren Teil eines beliebten Ausgeh- und Amüsierviertels. |
| Reform-Lichtspiele (Lage)                                                                         | Englische Straße 26                                 | 1911–1913           | Von 1911 bis 1913 gab es am angegebenen Ort ein Kinematographentheater, das Reform-Lichtspiele genannt wurde. |
| Regina-Lichtspiele (Lage)                                                                         | Wilmersdorfer Straße 95                             | 1916–1965           | Die Regina-Lichtspiele in der Wilmersdorfer Straße wurden zwischen 1911 und 1916 eröffnet und wechselten anfangs häufig ihren Namen. Den Zweiten Weltkrieg überstand das Kino ohne Schäden, sodass es bald wieder öffnen konnte. Es bestand noch bis ca. 1965. In der Wilmersdorfer Straße 95 befindet sich ein Wohnhaus mit Ladengeschäften im Erdgeschoss. |
| Residenz (Kino des Westens) (Lage)                                                                | Kantstraße 130b                                     | 1905–1943           | 1905 eröffnete das Kino in der Kantstraße 130b / Ecke Leibnizstraße und wurde am Anfang Kino des Westens genannt. Es war das erste feste Kino in Charlottenburg. 1920 ließ Hans Sbrzesny das Gebäude expressionistisch umbauen. Im Zweiten Weltkrieg wurde das Haus zerstört. Inzwischen steht hier ein in den 1950er Jahren errichtetes Wohnhaus. |
| Rheingold (Theater am Wilhelmplatz) (Lage)                                                        | Richard-Wagner-Platz 5                              | 1909–1960           | Im Eckhaus Scharrenstraße 39 mit Eingang vom Wilhelmplatz eröffneten 1909 die Lichtspiele am Wilhelmplatz im Saal der Gastwirtschaft Knackstedt. Eingebaut wurde das Kino von Gustav Seibt. Weil der Saal sich im Seitenflügel Richtung Schulstraße befand, war er ungewöhnlich langgezogen. Um den Saal trotzdem ausnutzen zu können, wurde eine transparente Leinwand in der Mitte aufgehängt und die Zuschauer zu beiden Seiten platziert. So sah eine Hälfte die Filme spiegelverkehrt. 1917 wurde diese Art der Projektion aufgegeben und der Saal geteilt. Umbauten erfolgten 1911 (Fritz Lieschka), 1917 (Fritz Rauch) und 1927 (Paul Überholz). 1935 wurde der Name in Rheingold-Lichtspiele geändert. Den Krieg überstand das Haus ohne Schäden, sodass das Kino bald den Betrieb wieder aufnehmen konnte. Erst 1954 erhielt das Kino durch Schließen des Vorraumes ein Foyer und eine repräsentative Schaufassade. 1961 endete der Spielbetrieb zugunsten der Tanzbar Rheingold. 1934 wurde der Wilhelmplatz in Richard-Wagner-Platz umbenannt. Die Scharrenstraße heißt seit 1950 Schustehrusstraße. Demzufolge lautet die aktuelle Adresse Richard-Wagner-Platz 5 / Schustehrusstraße 1. Das Haus steht unter Denkmalschutz. |
| Rialto-Palast (Lage)                                                                              | Kantstraße 155                                      | Planung             | 1925 gab es Pläne zur Errichtung eines Großkinos auf dem Kantdreieck Kantstraße 155/Ecke Fasanenstraße. Das Grundstück gehörte 1925 der Baugesellschaft Berlin West AG. Im Berliner Adressbuch war es 1925 als Baustelle aufgeführt, 1928 war auch der Neubau des Rialto-Palastes eingetragen. Die Pläne scheinen jedoch verworfen worden zu sein, 1930 und weitere Jahre wird wieder nur noch Baustelle genannt. Ab Mitte der 30er Jahre wurde dort eine Tankstelle errichtet, die auch noch in den 1960er Jahren als Esso am Zoo betrieben wurde. Etwa zur gleichen Zeit wurde 1927/1928 auf der anderen Straßenseite neben dem Theater des Westens der Delphi-Tanzpalast errichtet. Direkt gegenüber dem Theater des Westens erhebt sich auf dem Kant-Dreieck nun ein elfgeschossiges Hochhaus, das in 36 Metern Höhe von einem beweglichen Segel aus genietetem Blech gekrönt wird (1992–1995, Architekt: Josef Paul Kleihues). |
| Roland-Theater (Royal-Theater) (Lage)                                                             | Suarezstraße 52/Pestalozzistraße 53a                | 1910–1943           | 1910 eröffnete im neu erbauten Eckhaus Suarezstraße 52/Pestalozzistraße 53a ein Kinematographentheater, das durch Artur Weller dort eingebaut worden war. Anfang wurde das Kino Royal-Theater genannt und erhielt bald den Namen Roland-Theater. 1943 wurde das Kino zerstört. Das Gebäude Suarezstraße 52 existiert nicht mehr, in der Pestalozzistraße 53b befindet sich ein Wohnhaus aus den 1950er Jahren. |
| Royal Palast (City, Europa-Studio) (Lage)                                                         | Tauentzienstraße 9                                  | 1965–2004           | Der Royal Palast verfügte bei seiner Eröffnung 1965 über die weltweit größte gekrümmte Projektionswand. Er entstand im Zuge der Errichtung des Europa-Centers, in das das Kino integriert war. Entworfen und erbaut wurde der Royal-Palast von Helmut Hentrich, Hubert Petschnigg und Klaus Heese. Ursprünglich verfügte das Kino über nur zwei Säle, mit den Namen Royal Palast und City. Die Namensgebung entstand durch eine Leserumfrage in der Berliner Boulevardzeitung B.Z. Der kleinere Saal City wurde am 21. Mai 1965 eröffnet, der Royal Palast folgte am 5. August 1965. Die um 120 Grad geschwungene und 420 Quadratmeter große Projektionswand des Royal-Palastes war die seinerzeit größte geschwungene Bildwand der Welt, die von Berlins größtem Vorhang verdeckt wurde. Eröffnungsfilm war die George-Stevens-Produktion Die größte Geschichte aller Zeiten. Das Kino wurde 1983 um drei weitere kleinere Säle erweitert, und der gesamte Kino-Komplex erhielt den gemeinsamen Namen Royal Palast. Unter dem Konkurrenzdruck der zahlreichen in Berlin eröffneten Multiplex-Kinos musste der Royal Palast am 28. April 2004 schließen. Der Gebäudekomplex wurde zwei Jahre später im Zuge einer Modernisierung des Europa-Centers abgerissen. Seit 2007 befindet sich an seiner Stelle ein Elektronikmarkt. 1988 entstand im 1. Obergeschoss mit dem Europa-Studio ein weiteres Kino, das anfangs als Multivisionskino betrieben wurde. Als dies nicht mehr wie erwartet lief, machte die UFA daraus ein Arthousekino. Es wurde zu Beginn des Jahres 2002 geschlossen, weil auch dort der Erfolg ausblieb. Nach seiner Schließung 2004 wurde das Royal schließlich im Jahr 2006 abgerissen. |
| Schiller-Lichtspiele (Lage)                                                                       | Kantstraße 120/121                                  | 1907–1920           | In der Kantstraße 120/121 befand sich von 1912 bis 1921 ein Kinematographentheater mit dem Namen Schiller-Lichtspiele. Zuvor scheint sich dort ein kleines Theater befunden zu haben. Bis 2012 gab es dort wieder ein Kino, das Sexkino Cascade. Schon in den 1960er Jahren befand sich dort die Cascade-Tanzbar. |
| Schloß-Lichtspiele (Lage)                                                                         | Schloßstraße 30/31                                  | 1910–1944           | Das Haus Schloßstraße 30/31 wurde 1910 vom Baumeister A. Schrobsdorf für H. Paraigis errichtet. 1910 eröffneten darin auch die Schloß-Lichtspiele, die kurzzeitig bei Übernahme durch B. Markow 1931–1935 in Sophie-Charlotte-Platz-Lichtspiele umbenannt wurden. Heinrich Grelck machte diese Umbenennung 1936 rückgängig. Das Gebäude in der Schloßstraße 30/31 am Sophie-Charlotte-Platz wurde im Zweiten Weltkrieg ca. 1944 zerstört. Dort befindet sich nun ein Wohnhaus mit zwei Ladengeschäften. |
| Schlüter-Lichtspiele (Lage)                                                                       | Schlüterstraße 17                                   | 1912–1996           | Der Architekt Gregor Heyer baute 1912 ein Lichtspieltheater als Ladenkino in das Haus Schlüterstraße 17 Ecke Pestalozzistraße 99a ein, im gleichen Jahr wurde das Kino eröffnet. Es wurde anfangs von W. Gentes in Pacht betrieben. Im Zweiten Weltkrieg schwer beschädigt, konnte das Lichtspieltheater nach Reparaturarbeiten bereits im Juni 1945 wieder eröffnen. Letzte Betreiber des Kinos waren Irmgard und Bruno Dunst, die es 1962 von Minna Fouquet übernommen hatten und 34 Jahre lang als Programmkino führten. Zum 30. Juni 1996 wurde das Filmkunststudio im Schlüter geschlossen, weil die überhöhten Mietforderungen nicht zu bezahlen gewesen wären (angeblich 10.000 statt 2.800 Mark) Bruno Dunst sen. ('Onkel Bruno') verstarb im Juli 1999 mit 79 Jahren, er hatte in mehreren Filmen mitgespielt, unter anderem 1996 in Männerpension als Strafgefangener. Nach der Schließung stand das Kino lange leer, bis ein Möbelgeschäft einzog. |
| Studio (Camera 71, Kammer, Lichtspiele Kurfürstendamm, Schau-Schau) (Lage)                        | Kurfürstendamm 71                                   | 1910–1990           | Im Haus Kurfürstendamm 71/Ecke Wilmersdorfer Straße befand sich das Grand Restaurant Haus Brandenburg. Dort eröffneten um 1917 die Gebrüder Köttner ihre Lichtspiele Kurfürstendamm, es hatte aber vermutlich bereits ab 1910 Filmvorführungen im dortigen Saal gegeben. Ab 1933 wurde das Kino in „Schau-Schau“ umbenannt, schloss aber noch ca. 1938. Kurz nach dem Zweiten Weltkrieg wurde der Saal als Kammer-Lichtspiele neu eröffnet. Ab Anfang der 1960er Jahre trug das Kino den Namen Camera 71. 1975 wurde der Name durch einen neuen Betreiber in Studio-Filmtheater geändert, bis das Kino im April 1991 schloss. Zuletzt war es von der Yorck-Kinogruppe betrieben worden. Seit Mitte der 1960er Jahre hat sich dort auch der Nachtclub New Eden befunden. Nach einigen Besitzerwechseln befindet sich heute dort ein Bürohaus mit mehreren Ladengeschäften im Erdgeschoss. |
| Studio (Kuli) (Lage)                                                                              | Kurfürstendamm 206                                  | 1972–1999           | 1972 wurde durch die Olympic-Kinobetriebe im ersten Obergeschoss des Kudamm-Karree am Kurfürstendamm 206–209 das Filmtheater „Kurfürstendamm-Lichtspiele“ eröffnet, kurz Kuli genannt. Das Kino war bis 27. Januar 1999 in Betrieb. Zuletzt hatte es Dirk Lüneberg noch unter dem Namen „Studio“ betrieben. Der Gebäudekomplex beinhaltet auch das Theater am Kurfürstendamm und die Komödie am Kurfürstendamm, beides Theaterbühnen, die schon seit 1921 bzw. 1924 an diesem Ort existieren. Der ehemalige Kinosaal soll im Jahr 2005/2006 vom Theater/Komödie am Ku'Damm als Probebühne genutzt worden sein. Das Theater am Kurfürstendamm wurde 1948–1949 kurzzeitig auch als Kino genutzt. Auch schon 1913 soll hier schon für kurze Zeit ein Kinematographentheater bestanden haben. Zumindest ein Garten-Kinematographen-Theater hat sich dort befunden, es soll in der Zeit von 1913 bis 1916 das einzige fest eingerichtete Freiluftkino Berlins gewesen sein. |
| TAKI Tageskino am Tauentzien (Lage)                                                               | Tauentzienstraße 10                                 | 1958–1963           | 1958 eröffnete in der Tauentzienstr. 10 (Einmündung Marburger Straße) das Tageskino am Tauentzien (TAKI), das im Eröffnungsjahr noch AKI-Aktualitätenkino genannt wurde. Geschlossen wurde das Kino bereits 1963, als der Bau des Europa-Centers begann, welches sich seitdem dort befindet. |
| Terra-Theater (Motivhaus) (Lage)                                                                  | Hardenbergstraße 6                                  | 1919–1922           | Das Gebäude war 1902 von Konrad Reimer (1853–1915) und Friedrich Körte für den 1847 gegründeten Akademischen Verein ‚Motiv‘ errichtet worden und hatte seit 1919 ein Kino beherbergt. 1919 erfolgte durch Otto Berlich ein Teilumbau zu dem Kino Terra-Theater. Am 18. Oktober 1922 eröffnete Theodor Tagger das Renaissance-Theater als Sprechtheater. Es besteht bis heute und steht unter Denkmalschutz. |
| Ufa-Palast am Zoo (Cines-Palast) (Lage)                                                           | Hardenbergstraße 29a–29e                            | 1913–1943           | Der Ufa-Palast am Zoo war ein bedeutendes Filmtheater in der Hardenbergstraße 29 im damaligen Berliner Bezirk Charlottenburg. Es wurde im Jahr 1919 mit einer Kapazität von 1740 Sitzplätzen eröffnet und 1925 auf 2165 Plätze erweitert. Vor der Eröffnung des Ufa-Palastes in Hamburg mit 2200 Sitzplätzen war es das größte Kino Deutschlands. Es war eines der bedeutendsten Uraufführungskinos der 1920er und 1930er Jahre. Das Gebäude wurde ursprünglich von Carl Gause (1851–1907), einem der Architekten des Hotel Adlon, entworfen und in den Jahren 1905 und 1906 als Ausstellungshallen am Zoologischen Garten – auch Wilhelmshallen genannt – erbaut. Im Jahr 1912 wandelte Arthur Biberfeld (1874–1959) die westliche Halle in ein Theater um. Von 1913 bis 1915 war es zur Aufführung des Films Quo Vadis? der Cines-Filmgesellschaft durch Oskar Kaufmann mit einem Bildwerferraum ausgestattet. Zwischen 1913 und 1914 trug das Filmtheater den Namen Cines-Palast. Der Architekt Max Bischoff baute das Theater im Jahr 1919 für die Ufa zu einem Kino mit 1740 Plätzen um. Es eröffnete am 18. September 1919 mit der Premiere des Films Madame Dubarry von Ernst Lubitsch. Der Saal hatte eine rechteckige Grundform und war schlicht gestaltet. Für die Zuschauer war er mit doppelgeschossigen Proszeniumslogen ausgestattet. Die Sitze waren hufeisenförmig angeordnet und die Bühnenwand war mit Fayenceplatten verkleidet. Durch Carl Stahl-Urach (1879–1933) wurde das Kino im Jahr 1925 umgebaut und auf 2165 Sitzplätze erweitert. Außerdem erhielt es eine Lichtorgel. In der Folgezeit wurde die Außenwand für Werbung genutzt. Zunächst installierte man dafür Lichtinszenierungen und große Plakate. Später wurden umfangreiche Verkleidungen der Fassade vorgenommen. Anlässlich der Olympischen Spiele 1936 in Berlin erfolgte durch den Architekten Albert Speer eine aufwendige Umgestaltung der Außenverkleidung in vereinfachtem klassizistischen Stil. Das Gebäude wurde durch alliierte Luftangriffe am 23. November 1943 zerstört. Im Jahr 1957 wurde als Nachfolgebau der Zoo Palast errichtet. |
| Union-Lichtspiele (Lage)                                                                          | Otto-Suhr-Allee 103 (bis 1957 Berliner Straße 116)  | 1908–1945           | In der Berliner Straße 116 wurde 1911 durch Gustav Seibt ein Kinematographentheater errichtet, das den Namen Union-Lichtspiele erhielt. 1913 und 1919 gab es Umbauten, wodurch die Sitzplatzanzahl von 200 auf 375 bzw. 451 und schließlich auf fast 600 Sitzplätze erhöht werden konnte. Der Kinosaal befand sich auf dem Hof des Grundstücks, der Eingang führte durch die Hofdurchfahrt. Das Kino wurde im Zweiten Weltkrieg 1945 zerstört. |
| Viktoria am Zoo (Prinzess, Richard-Oswald-Lichtspiele) (Lage)                                     | Kantstraße 163                                      | 1911–ca. 1944       | Das Prinzeß-Theater war ein im Jahr 1911 eröffnetes Lichtspielhaus. Zusammen mit den Prinzeß-Lichtspielen wurde im gleichen Gebäude das Kaufhaus Gadiel & Co. eingerichtet, Besucher beider Einrichtungen mussten an einem Portier vorübergehen. Das Prinzeß-Theater wurde von dem Architekten Lucian Bernhard durch Umbau eines früheren Miets-Wohnhauses in der Kantstraße 163 gestaltet und umfasste 500 Sitzplätze. Im Jahr 1919 erwarb Richard Oswald das Unternehmen und führte es zunächst unter der Bezeichnung R. Oswald A.G., Lichtspiele, danach bis 1926 als Oswald-Lichtspiele fort. Die Oswald-Lichtspiele dienten einige Zeit als Uraufführungsort der Filme von Oswald, der gleichzeitig Filmregisseur war. Ab 1937 firmierte die Einrichtung unter Viktoria-Lichtspiele, auch Viktoria am Zoo. Das Kino wurde im Zweiten Weltkrieg zerstört. |
| Westend-Lichtspiele (Fidelio-Lichtspiele, Fiddi-Theater) (Lage)                                   | Sophie-Charlotten-Straße 19/Spandauer Damm 78       | 1909-1929           | Das Kino befand sich im Eckhaus Spandauer Berg 31 (heute: Spandauer Damm 78) und Sophie-Charlottenstraße 19 im damaligen Ortsteil Westend (gehört heute zum Ortsteil Charlottenburg). Das Kino wurde um 1909 als Fiddi-Theater eröffnet und war bis 1929 als Westend-Lichtspiele in Betrieb. Das Gebäude ist zerstört, hier befindet sich ein Wohnhaus aus den 1950er Jahren. |
| Wien-Berlin Kino (Bohème-Lichtspiele) (Lage)                                                      | Wilmersdorfer Straße 150                            | 1910–1927           | Das Kino trug während seiner Existenz verschiedene wechselnde Namen. Im dortigen Gebäude befindet sich inzwischen ein Bettenhaus. |
| Zoo Palast Atelier am Zoo, Minilux, Palette am Zoo (Lage)                                         | Hardenbergstraße 29a                                | seit 1957           | Das Kino wurde bis zum 29. Dezember 2010 von der UCI betrieben. Die Einrichtung wurde drei Jahre lang umgebaut und am 27. November 2013 wiedereröffnet. An gleicher Stelle standen zuvor die Ausstellungshallen am Zoo, anschließend wurde dort das „Palasttheater am Zoo“ errichtet, in dem bereits 1915 Filme gezeigt wurden. 1925 wurde das Palasttheater am Zoo von der UFA übernommen und umgebaut und erhielt den Namen Ufa-Palast. Das Gebäude wurde durch Bombenangriffe am 23. November 1943 zerstört und 1955 endgültig abgerissen. Zeitgleich mit der Interbau begann 1956 der 24 Millionen D-Mark teure und mithilfe des Marshall-Plans finanzierte Bau des „Zentrums am Zoo“, bestehend aus Hochhaus am Hardenbergplatz (auch Huthmacher-Haus oder DOB-Haus genannt), Zoo Palast, Bikini-Haus, Kleinem Hochhaus und Parkgarage am Zoo realisiert von den Architekten Paul Schwebes und Hans Schoszberger. In nur achtmonatiger Bauzeit entstand 1956/57 nach den Plänen von Gerhard Fritsche und Schwebes und Schoszberger das als Novum im Theaterbau als „Bikino“ gefeierte Doppelkino. Ursprünglich verfügte der Zoo Palast über nur zwei Säle (Halle I mit 1070 Plätzen und Halle II, das kleinere „Atelier am Zoo“, mit 550 Plätzen – heute Kino 4). Durch zahlreiche Umbauten und Erweiterungen in den 1970er-Jahren wurde der Zoo Palast auf neun Säle mit insgesamt 2758 Plätzen ausgebaut. Die beiden erstgenannten Säle blieben dabei in ihrer Platzkapazität erhalten. Zwischen Hochhaus am Zoo und Bikini-Haus begrenzen zweigeschossige Ladenzeilen einen weiträumigen Vorplatz, auf dem sich der freistehende Filmpalast als kubischer, mit gelblich-beigen Stabkeramikplatten verblendeter Baukörper präsentiert. Über dem Vorbau erhebt sich leicht konvex geschwungen die Kinofront, mit vier Reihen von beleuchtbaren Messingknöpfen zur Anbringung der Reklame, die eigens für diesen Zweck per Hand gemalt wurde. Darüber erscheint der Namenszug in bauchigen Lettern mit Neoneinfassung. Die Fassade steht heute unter Denkmalschutz. Von Beginn an waren zwei versetzt übereinander angeordnete Kinosäle vorgesehen, neben dem großen Saal das kleinere „Atelier am Zoo“ mit 550 Plätzen. Später wurden sieben weitere Kinos angebaut. Alte Saalübersicht: - Saal 1 – Zoo-Palast – 1957 errichtet - Saal 2 – Kammerlichtspiele A – 1980 eingebaut - Saal 3 – Kammerlichtspiele B – 1980 eingebaut - Saal 4 – Atelier am Zoo – 1957 errichtet - Saal 5 – Minilux – 1969 errichtet - Saal 6 – Palette am Zoo – 1975 errichtet - Saal 7 – 1983 errichtet - Saal 8 – 1983 errichtet - Saal 9 – 1983 errichtet Von 1957 bis 1999 war der Zoo Palast das zentrale Wettbewerbskino der Berlinale. Danach fanden im Zoo Palast nur noch gelegentlich Premieren statt. Von Beginn an (1957) bis Anfang der 1990er Jahre wurde das Kino von Max Knapp betrieben, danach kurze Zeit von Hans-Joachim Flebbe. Von 1994 bis 2011 gehörte der Zoo Palast zur UCI. 2004 wurde Kino 1 mit einem digitalen Filmprojektor ausgestattet. Mit Ablauf des 29. Dezember 2010 schloss der traditionsreiche Zoo Palast Berlin seine Pforten. Presseberichten zufolge lief der Mietvertrag mit dem Eigentümer des Geländes aus. Das Gebäude wurde einer grundlegenden Umgestaltung unterzogen. Dabei erfolgten die Renovierung der beiden denkmalgeschützten Säle im Erd- und Obergeschoss und der Neubau von fünf weiteren Sälen. Der Zoo Palast wurde in dieser Form am 27. November 2013 neu eröffnet und verfügt nunmehr über rund 1700 Sitzplätze. Seit 2014 dient er auch wieder als Austragungsort der Berlinale. Betreiber ist Hans-Joachim Flebbe. |